# Gerónimo Heredia
Gerónimo Heredia Velázquez (Villa María, 9 febbraio 2005) è un calciatore argentino, difensore del Belgrano.

## Caratteristiche tecniche
È un terzino destro.

## Carriera
Heredia è cresciuto nel settore giovanile del Belgrano ed ha firmato il suo primo contratto professionistico il 13 febbraio 2024. Ha debuttato in prima squadra il 21 marzo seguente nell'incontro di Copa de la Liga Profesional perso 1-0 contro il Lanús.

## Statistiche

### Presenze e reti nei club
Statistiche aggiornate al 16 maggio 2024.
| Stagione        | Squadra         | Campionato      | Campionato | Campionato | Coppe nazionali | Coppe nazionali | Coppe nazionali | Coppe continentali | Coppe continentali | Coppe continentali | Altre coppe | Altre coppe | Altre coppe | Totale | Totale | Totale |
| Stagione        | Squadra         | Comp            | Pres       | Reti       | Comp            | Pres            | Reti            | Comp               | Pres               | Reti               | Comp        | Pres        | Reti        | Pres   | Reti   |        |
| --------------- | --------------- | --------------- | ---------- | ---------- | --------------- | --------------- | --------------- | ------------------ | ------------------ | ------------------ | ----------- | ----------- | ----------- | ------ | ------ | ------ |
| 2024            | Belgrano        | PD              | 1          | 0          | CA+CdL          | 0+4             | 0               | CS                 | 5                  | 0                  |             | -           | -           | 10     | 0      |        |
| Totale carriera | Totale carriera | Totale carriera | 1          | 0          |                 | 4               | 0               |                    | 5                  | 0                  |             | -           | -           | 10     | 0      |        |